# رابوتنیتسا
رابوتنیتسا (به روسی:Работница، ترجمه به فارسی:زنان کارگر) عنوان مجله ای کمونیستی است که در روسیهٔ پیش از انقلاب و اتحاد جماهیر شوروی برای زنان طبقات فرودست، تهیه و توزیع می‌شد. این مجله از قدیمی‌ترین مجلات روسی برای زنان و خانواده است که برای اولین‌بار در "۲۳ فوریه ۱۹۱۴" همزمان با روز زن به چاپ رسید. هدف اصلی این مجله دفاع از حقوق زنان طبقات کارگر بود.

## دربارهٔ رابوتنیتسا
همگام با مجلات ایسکرا و پراودا که ارگان‌های تئوریک لنین و سایر اعضای حزب سوسیال دموکرات کارگری روسیه و بعدها بلشویکها بودند و عمدتاً هم ساختاری مردانه داشتند، لنین با همکاری همسر خود نادژدا کروپسکایا و عده ای دیگر این‌بار برای زنان نشریه ای پدیدآوردند که سعی در ساخت نوع جدیدی از تفکر و زیست زنانه برپایه اندیشه‌های مارکسیستی و لنینیستی داشت. پنج شمارهٔ ابتدایی این مجله بدون دخالت لنین منتشر شد اما بعدها لنین و سایر زنان و مردان همفکر او در گسترش و رشد این مجله دخالت کردند. این مجله پس از گذشت ۷ شماره متوقف شد اما چاپ آن دوباره از سال ۱۹۱۷ از سر گرفته شد.
این نشریه برای زنان طبقات پایین و کارگر منتشر می‌شد و علاوه بر سرگرمی، مطالب تئوریک با اهدافی چون همسویی زنان با انترناسیونال پرولتری، تبلیغ کمونیسم، همبستگی بین‌المللی برای مبارزه با امپریالیسم، رهایی زنان، برپایی عدالت و صلح جهانی، آموزش حقوق زنان از جمله حقوق کار آنها، طراحی و مُد و راهکارهای عملی نیز در آن پرداخته می‌شد.
بعدها پس از انقلاب اکتبر، توسط دولت جماهیر شوروی این مجله به‌صورت رسمی و دولتی درآمد و پایگاهی برای بلشویک‌ها شد تا خواست‌ها و تفکرات ایدئولوژیک خود را بر زنان جامعهٔ شوروی غالب کنند. همچنین این مجله در زمان جنگ جهانی دوم بخشی از مبارزه دولت شوروی با فاشیسم بود و تیراژ این مجله نیز در زمان جنگ دوم چندین برابر شد.

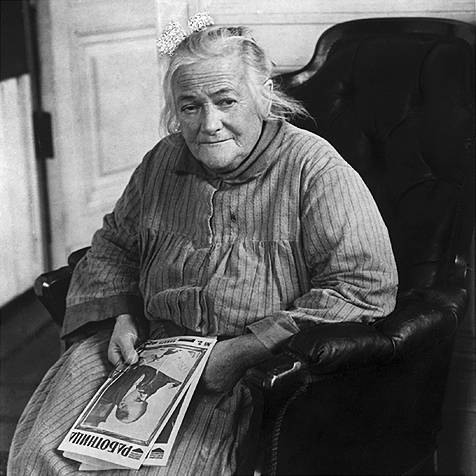
نسخه ای از مجله رابوتنیتسا در دستان کلارا زتکین، کمونیست آلمانی

این مجله علاوه بر زبان روسی، به زبان‌های انگلیسی، فرانسوی و آلمانی هم منتشر می‌شد و در بین زنان کمونیست جهان از شهرت خاصی برخوردار بود.

## جوایز
مجله رابوتنیتسا به پاس فعالیت‌های خود توانست چندین جایزهٔ دولتی از جمله نشان لنین و نشان پرچم سرخ کار را از دولت اتحاد جماهیر شوروی دریافت کند.